# Aeroportul Internațional Soekarno–Hatta
Aeroportul Internațional Soekarno–Hatta (în indoneziană Bandar Udara Internasional Soekarno–Hatta) (IATA: CGK, ICAO: WIII) este un aeroport din Banten⁠(d), Java⁠(d), Indonezia ce deservește zona Jabodetabek⁠(d). Aeroportul a fost tranzitat în 2022 de 40.540.000 de pasageri. A fost deschis în 1 mai 1985 și numit după Achmed Sukarno.
Situat la o altitudine de 10 m, aeroportul dispune de 3 piste. Este operat de Angkasa Pura⁠(d).

## Infrastructură

### Piste
Aeroportul dispune de 3 piste: 
- pista 07R/25L din asfalt, cu dimensiunile 3.660 m × 60 m
- pista 07L/25L din asfalt, cu dimensiunile 3.600 m × 60 m
- pista 06/24 din asfalt, cu dimensiunile 3.000 m × 60 m